# Rogas kanpurensis
Rogas kanpurensis är en stekelart som först beskrevs av Garima Pant 1960.  Rogas kanpurensis ingår i släktet Rogas och familjen bracksteklar. Inga underarter finns listade i Catalogue of Life.